# Egyházerdő megállóhely
Egyházerdő megállóhely egy Szabolcs-Szatmár-Bereg vármegyei vasútállomás, Tiszavasvári településen, a MÁV üzemeltetésében. A belterület északi szélén helyezkedik el, közvetlenül a 3502-es út vasúti keresztezése mellett, annak északi oldalán.

## Vasútvonalak
Az állomást az alábbi vasútvonalak érintik:
- Debrecen–Tiszalök-vasútvonal

## Kapcsolódó állomások
A vasútállomáshoz az alábbi állomások vannak a legközelebb:
- Tiszavasvári vasútállomás (Debrecen–Tiszalök-vasútvonal)
- Szorgalmatos megállóhely (Debrecen–Tiszalök-vasútvonal)

## Forgalom
| Járat        | Útvonal | Gyakoriság                          |
| ------------ | --- | ----------------------------------- |
| személyvonat | Tiszalök – Szorgalmatos – Egyházerdő – Tiszavasvári – Tedej – Hajdúnánás-Vásártér – Hajdúnánás – Hajdúdorog – Hajdúvid – Hajdúböszörmény – Zelemér – Hajdúszentgyörgy – Józsa – Tócóvölgy – Debrecen                           | 2 óránként                          |
| személyvonat | Tiszalök → Szorgalmatos → Egyházerdő → Tiszavasvári → Tedej → Hajdúnánás-Vásártér → Hajdúnánás → Hajdúdorog → Hajdúvid → Hajdúböszörmény → Zelemér → Hajdúszentgyörgy → Józsa → Tócóvölgy → Debrecen → Vámospércs → Nyírábrány | Munkanapokon napi 1 Nyírábrány felé |